# Liste von Burgen und Festungen im Libanon
Diese Liste führt Burgen und Festungen im Libanon auf.

## Liste
| Name          | Ort             | Sonstiges | Abbildung |
| ------------- | --------------- | --------- | --------- |
| Burg Anane    | Anane           |           |           |
| Burg Akkar    | Akkar el Aatiqa | Ruine     |           |
| Burg Arqa     | Tell ‘Arqa      |           |           |
| Burg Beaufort | Arnoun          |           |           |
| Burg Belhacem |                 |           |           |
| Burg Gibelet  | Byblos          |           |           |
| Burg Coliath  | Qlaiaat         |           |           |
| Burg Enfe     | Enfe            |           |           |
| Burg Maron    | Schaqra         |           |           |
| Burg Menjez   | Menjez          |           |           |
| Burg Mseilha  | Mousaylaha      |           |           |
| Burg Qantara  | Qantara         |           |           |
| Burg Schaqra  | Schaqra         |           |           |
| Burg Tebnine  | Tebnine         |           |           |
| Burg Tripoli  | Tripoli         |           |           |
| Burg Tyron    | Niha (Chouf)    |           |           |